# Asyncoryne philippina
Asyncoryne philippina är en nässeldjursart som först beskrevs av Edward Hargitt 1924.  Asyncoryne philippina ingår i släktet Asyncoryne och familjen Asyncorynidae. Inga underarter finns listade i Catalogue of Life.